# Сухоград (район Малацки)
Сухоград (словац. Suchohrad , венг. Dimvár, нем. Dürnburg) — деревня на крайнем западе Словакии в составе района Малацки в Братиславском крае.
Расположена в исторической области Загорье на границе с Австрией напротив австрийского городка Стилфрид-ан-дер-Марх коммуны Ангерн-ан-дер-Марх.
Находится примерно в 15 км от города Малацки и около 35 км от столицы г. Братислава.
Население по состоянию на 31.12.2020 — 642 жителя.

## История
Первое письменное упоминание датируется 1511 годом. До 1918 года в составе Венгерского королевства, после чего во вновь образованной Чехословакии.
В окрестностях деревни сохранились несколько двухэтажных бункеров, которые являются частью системы довоенных чехословацких пограничных укреплений.

## Население

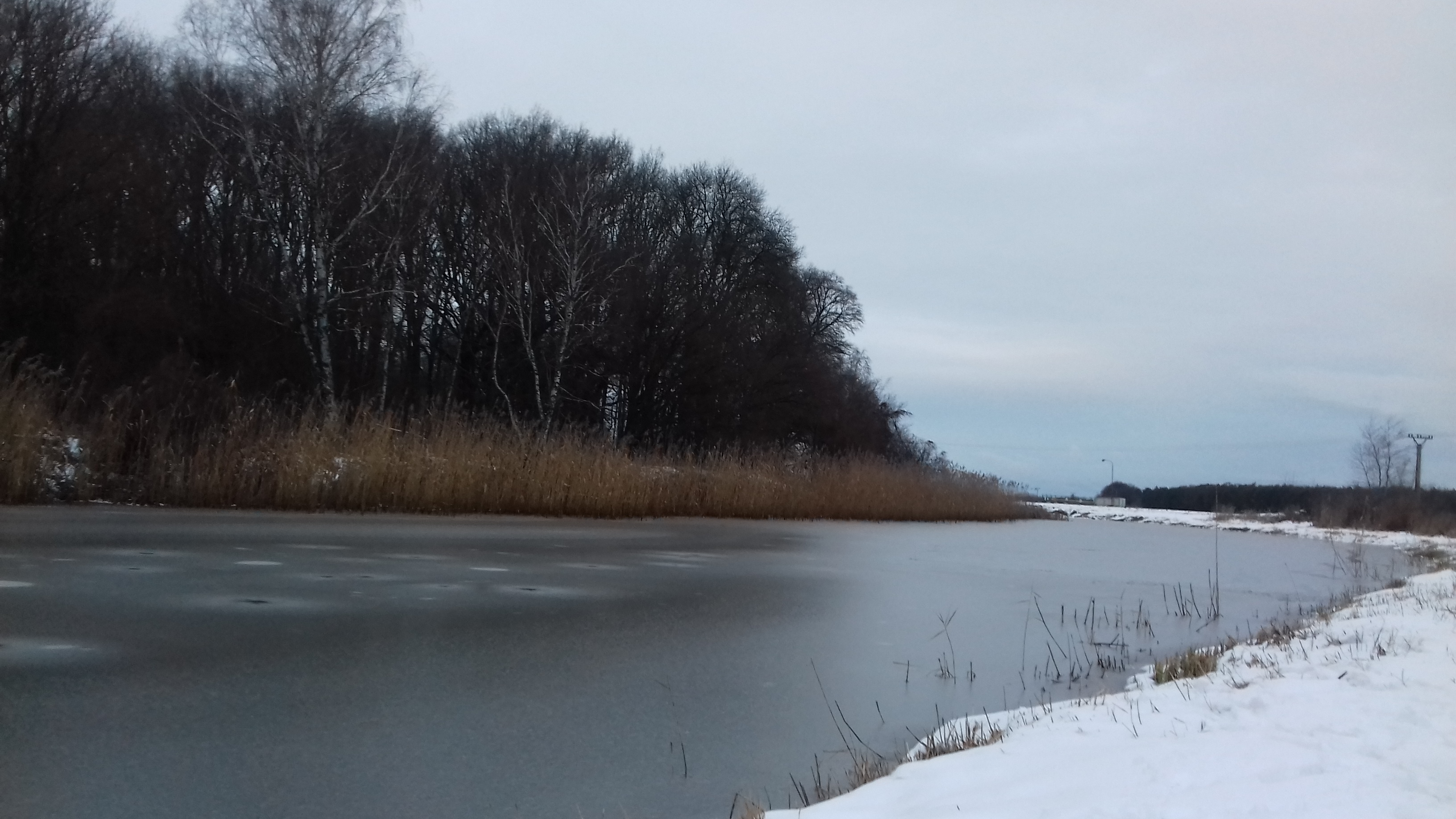
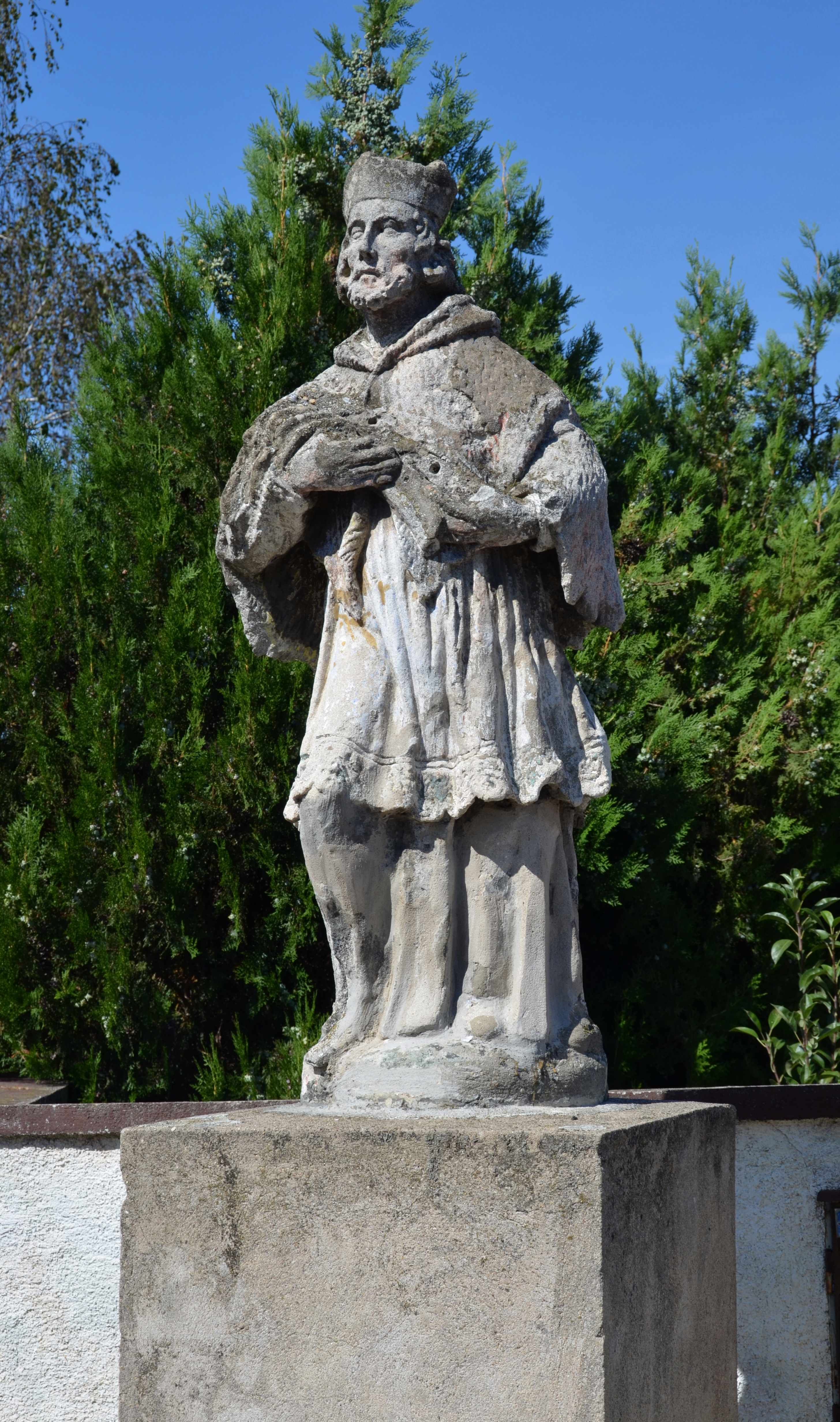

| Год:                | 1994 | 2004    | 2014     | 2024    |
| ------------------- | ---- | ------- | -------- | ------- |
| Количество человек: | 540  | 573     | 647      | 683     |
| Разница:            |      | +6,11 % | +12,91 % | +5,56 % |